# Кіртока Василь Опанасович
Василий Опанасович Кіртока (народився 20 вересня 1958 р., в молдавському селі Гидирим, в Котовському районі, Одеської області) — молдавський підприємець, майстер спорту СРСР з боксу, Президент Федерації Бокса, Член Ради Національної Конфедерації Патронату Республіки Молдова, філантроп, муніципальний радник м. Кишинів. Увійшов до десятки найуспішніших бізнесменів 2013-2015 рр. в Молдавії.

## Біографія
Василь Кіртока народився 20 вересня 1958 року в молдавському селі Гідирім, Котовському районі, Одеської області.

#### Дитинство
Василь Киртока виховувався в багатонаціональній родині: його батько, молдаванин, уродженець молдавського села Липецьке Одеської області України, а мати народилася в польсько-молдавській родині родом з українського села Красненьке (Рибницький район), розташованого | від Рибниці. Батьки Василя Кіртокі були педагогами: батько викладав історію, мама – російська мова та літературу. Познайомилися вони в селі Фалештського району, туди минулого Велика Вітчизняну війну молодого фахівця направили з Тираспольського інституту, а його мати працювала там директором школи. Так з'єдналися їхні долі, після чого вони вирішують переїхати ближче до батьків чоловіка в село Гідерим, де сім'я прожила 14 років, а батько Василя працював директором школи та головою колгоспу.
Василь – третій, молодший із дітей, народився вже у Гідерімі, у нього дві старші сестри. Дитинство у батьківському будинку, оточеному садом, на лоні природи поблизу озер та лісу було активним та щасливим. У неповні 5 років Василь наполягав на тому, щоб піти разом із середньою сестрою до школи, до нульового класу. Навчався із задоволенням, був відмінником. У 1972 році сім'я переїжджає в Молдавію, в місто, Страшени.

#### Сім'я
Одружений: дружина Валентина, сини Олексій та Владислав. Валентина очолює автомобільне спрямування, сини керують іншими напрямками в групі DAAC Hermes.

#### Освіта
У 1974 році закінчив середню школу в м. Страшени, був найкращим учнем у класі. У 1979 1979 році, з кращим результатом на спеціальності, закінчив Одеський національний політехнічний університет, отримавши кваліфікацію інженера-механіка.

## Трудова і підприємницька діяльність
Трудова біографія В. Кіртокі починається в Кишинівському державному союзному проєктному інституті Міністерства електронної промисловості СРСР. Тут він пройшов шлях від інженера до головного інженера проєктів. Згодом було переведено посаду директора Кишинівського філії Новосибірського Державного проєктного інституту Міністерства радіопромисловості СРСР (жовтень 1989 – квітень 1992 рр.).
1989 р. – У. Кіртока створив науково-технічну кооперативну фірму «Блакитна хвиля», яка проєктувала та будувала системи очищення стічних вод від промпідприємств. Зараз ця компанія називається DAAC Ecoplant SRL та займається реалізацією проєктів у сфері екологічного сільського господарства.
1992 р. – стає головою Правління акціонерного товариства POLIPROIECT, та генеральним директором першої в Молдові фінансової компанії DAAC Invest, яка отримала ліцензію №1 на право діяльності на ринку цінних паперів країни. 
1994 р. - створив комерційне акціонерне товариство DAAC Hermes, яке є найбільшим у країні холдингом з продажу та сервісного обслуговування автомобілів. Ця ж компанія реалізує низку проєктів у галузі екологічного сільського господарства, поліпшення довкілля людини та туризму. У період, коли в Республіці Молдова проводилася масова приватизація, створив приватизаційний інвестиційний фонд DAAC Hermes, який згодом став однією з великих фінансово-промислових груп країни під назвою АТ DAAC Hermes Grup.
В. А. Кіртока брав активну участь у зародженні ринкових відносин у Республіці Молдова. До групи DAAC Hermes входять понад 40 суб'єктів господарювання, об'єднаних загальною стратегією розвитку. Підприємства групи діють у різних галузях молдавської економіки: машинобудування; виробництві косметики та парфумерії; сільське господарство; продажу, ремонту та обслуговування сільськогосподарської техніки; зберігання та оброблення зернових; торгівлі автомобілями та їх сервісне обслуговування; інформаційні технології, нерухомість. Загальний оборот групи компаній перевищив у 2017 році 100 млн євро, було створено понад 2000 робочих місць.

## Спортивна діяльність
В. А. Кіртока - майстер спорту СРСР з боксу. Переможець всесоюзних турнірів у Сімферополі та Іллічівську, дворазовий призер Всесоюзного турніру у Києві. З 1993 року є незмінним президентом Федерації боксу Молдови. Під його керівництвом молдавський бокс виховав призерів Олімпійські ігри Олімпійських ігор і Чемпіонат Європи з боксу чемпіонів Європи, таких як Грушак, Гожан, Ігор Самойленко, Олександр Ришкан, Дмитро Галагоц та ін.

## Суспільно-політична діяльність
1994 р. – ініціатор створення Асоціації професійних учасників ринку цінних паперів, співголовою якої він був протягом усього періоду її існування.
1997 р. – один із творців та співголов політичної партії «Фурніка».
1998 - 2000 рр. - Член політради Демократичної партії.
1997 - 2000 рр. – член Економічної ради за часів президента Республіки Молдова.
2004 – 2008 рр. – член економічної ради за прем'єр-міністра Республіки Молдова.
Протягом багатьох років Василь Кіртока був членом Президії Національної конфедерації Патронату.
25 квітня 2015 року В. А. Кіртока був офіційно висунутий кандидатом на посаду примари м. Кишинева від Партії комуністів Республіки Молдова ПКРМ. За підсумками виборів В. Кіртока увійшов до Муніципальної ради Кишинева. У 2019 році увійшов до Муніципальної ради Кишинева за списками ПСРМ. 12 квітня 2022 він склав свій мандат радника Муніципальної ради Кишинева. У Мунраді Василь Кіртока очолював також Комісію з будівництва, архітектури та земельних відносин.

## Філантропічна діяльність
Протягом багатьох років, Василь Кіртока та підприємства групи DAAC ведуть активну благодійну та спонсорську діяльність, надають підтримку багатьом організаціям та діячам культури, спорту, дитячим будинкам, школам-інтернатам, а також: багатьом нужденним у допомозі фізичним особам.
Активний популяризатор культури, екології та здорового способу життя. З ініціативи Василя Кіртока та його дружини Валентини видавництвом DAAC Hermes Pres видано книги творця системи екологічного сільського господарства «Пермакультура Хольцера», відомого італійського кухаря Анджели Аграті Прандж «Апетитні макробіотичні та веганські страви на кожен день» (2016 рік), книги молдавських пісень (2006, 2009). У 2018 році, з ініціативи Василя Кіртока у Національному театрі опери та балету відбувся концерт, у якому артисти з Республіки Молдова та України виконали найкращі молдавські пісні 70-80-х років 20 століття. Одночасно було видано альбом із двох дисків, до якого увійшли 28 найкращих молдавських пісень радянських часів у сучасному виконанні. У 2021 році відбувся другий концерт «Молдавські хіти 70-90-х». Також, з ініціативи Василя Кіртока, коштом компанії DAAC Hermes SA неподалік молдавського села Варниця створюється природний парк Vio Parc Varnita, який може стати унікальним проєктом не лише в Молдові, а й у Європі, загалом.

## Титули та премії
- орден Трудової слави (2007 рік);
- орден Молдавської Митрополії «Штефан чол Маре ши Сфинт» (2011 рік);
- Вищий орден Національного Олімпійського комітету Молдови (2014 рік);
- найвища нагорода Республіки Молдова – орден Республіки (2018 рік).